# جون هاميلتون (مستكشف)
جون هاميلتون (بالإنجليزية: John Hamilton)‏ هو مستكشف أسترالي، ولد في 19 أغسطس 1841 في ملبورن في أستراليا، وتوفي في 7 ديسمبر 1916 في بريزبان في أستراليا.